# Institut d'histoire ouvrière, économique et sociale
Het Institut d'histoire ouvrière, économique et sociale (IHOES) is een documentatiecentrum te Jemeppe in België. 

## Historiek
Het instituut werd opgericht in 1979 door Michel Hannotte en René Deprez met als doel het documentereren en bewaren van documenten rond de arbeidersgeschiedenis en de economische en sociale geschiedenis van Franstalig België.